# Mad Dog (DC Comics)
Mad Dog es un personaje ficticio de DC Comics, asociado con Batman, creado por el escritor Andersen Gabrych y el artista Ale Garza. Apareció por primera vez como un enemigo de Cassandra Cain (más tarde Batgirl) en Batgirl #67 (octubre de 2005).

## Biografía del personaje ficticio
David Cain, uno de los asesinos más importantes del mundo, fue por la naturaleza de su profesión, un hombre muy solitario, y comenzó a pensar en lo que dejaría atrás cuando muriera. Él deseaba un "hijo perfecto" - específicamente un "artesano perfecto de su oficio".
Cain fue, en ese momento, miembro de la Liga de Asesinos de Ra's al Ghul. Ra's había creado a la Liga como "El colmillo que protege su cabeza", pero él se había cansado de las lealtades inciertas de sus miembros. Cuando se enteró de las teorías que Cain estaba desarrollando para entrenar a un asesino perfecto, Ra's se intrigó, y le suministró con niños de sujeto de prueba con la esperanza de crear una nueva generación de asesinos. Este experimento resultó ser un desastre; aquellos niños que sobrevivieron eventualmente se volvieron el uno al otro hasta que sólo quedó un muchacho. Ra's ordenó a uno de sus "guardias Ubu" que matara al niño "como un perro rabioso". El guardia, sin embargo, se apiadó del niño abusado, y en secreto lo puso en libertad en el bosque en su lugar. Cain y Ra's al Ghul no sabían que el niño aun vivía, y Cain comenzó un nuevo experimento, criando a su propia hija, Cassandra, para reemplazar sus fracasos anteriores.
La hija de Ra's al Ghul, Nyssa Raatko, no sabía que "El Perro Rabioso" había sobrevivido. Años más tarde, después de la muerte de Ra's, buscó al Perro Rabioso y lo convirtió en un miembro de la nueva Liga de Asesinos. Ella le tomó como un protegido, diciéndole todo sobre los experimentos, y acerca de quién estaba destinado a ser.
Cassandra reunió evidencia indicando que Lady Shiva era su madre, y buscó a Shiva para confirmarlo. En el momento Shiva era sensei en la nueva Liga de Nyssa. Cuando Batgirl llegó ella jugó un papel clave en el renacimiento de Nora Fries, la esposa del Sr. Frío, como la monstruosa Lazara, y varios miembros de la Liga murieron en el caos resultante. Debido al conflicto entre su lealtad a Shiva y Nyssa y su casi adoración a Batgirl como "La Que lo es Todo" la Liga se divide en ese punto, y varios miembros juraron seguir a Cassandra. Varios miembros más de la Liga (incluidos todos los desertores, excepto uno) murieron cuando el Perro Rabioso se fue en una serie de asesinatos. El Perro Rabioso logró matar a Batgirl (que dio su vida para proteger al último de los asesinos desertados), aunque ella pudo dejarlo inconsciente antes de morir. Cassandra fue restaurada rápidamente a la vida en una Fosa de Lázaro por Shiva. El destino del Perro Rabioso es desconocido.

## Martin "Mad Dog" Hawkins
Un asesino en serie llamado Martin "Mad Dog" Hawkins fue creado en Who's Who: The Definitive Directory of the DC Universe #1 y aparece en Asilo Arkham: Una casa seria en una Tierra seria. Batman lee sobre él en los diarios de Amadeus Arkham.
Desde muy temprana edad, Martin Hawkins es golpeado y abusado sexualmente por su padre. Él crece hasta convertirse en un hombre perturbado que se corta a sí mismo para sentir algo. Un día, mientras se sumerge más en la locura, afirma tener visiones de la Virgen María, que le dice que vaya a matar mujeres, destruyendo sus caras y órganos sexuales con el fin de "hacer que las sucias putas no propaguen su enfermedad". 
Mata a muchas mujeres antes de ser finalmente capturado y condenado a permanecer en el Hospital Psiquiátrico del Estado en Metrópolis. Una vez allí, es tratado por Amadeus Arkham.
Cuando Amadeus Arkham vuelve a Gotham City y monta el Asilo Arkham, regresó a su casa el 1 de abril (El Día de las Bromas, en Estados Unidos) para descubrir que Martin Hawkins había irrumpido en su casa, desmembrado a su mujer Constance, y había violado a su hija antes de decapitarla y poner su cabeza en una casa de muñecas.
Este es uno de los factores que finalmente conducen a Amadeus Arkham a la locura.
Hawkins es rápidamente capturado de nuevo y encerrado en el Asilo Arkham, convirtiéndose en uno de sus primeros pacientes, bajo el tratamiento de Amadeus Arkham en persona. Durante sus sesiones, con total naturalidad dice que la hija de Arkham es una puta y describe las violaciones y asesinatos en detalle gráfico. El Dr. Arkham parece llevar todo esto con calma, y persevera, ganándose los elogios de sus colegas por su dedicación a la salud mental y a la rehabilitación.
En el aniversario del asesinato, Amadeus ata a Hawkins a una mesa de terapia de shock y lo electrocuta, obteniendo venganza por las muertes de su esposa e hija. La muerte de Hawkins es considerada un accidente.

## En otros medios

### Televisión
- En Las nuevas aventuras de Batman, el episodio "Holiday Knights" comenzó la segunda historia con Harvey Bullock en un replanteo haciéndose pasar por un Papá Noel en el centro comercial para identificar a un ladrón, que resultó ser Cara de Barro. Una chica llamada Mary McSweeney le pide a su padre que se quede en casa en Nochebuena. Bullock descubre que su padre era Mike McSweeney, que pasó a ser conocido como Perro Rabioso. Él revela a Renee Montoya que envió al padre de Mary a la cárcel hace meses y endulza el problema explicando a Mary que a veces ni siquiera Papá Noel puede hacer que todos los deseos se hagan realidad. Sin embargo, le pone la sonrisa de nuevo en su rostro dándole $20 dólares para comprar regalos. Cuando ella le pregunta si puede comprar a su papá uno, él acepta, siempre y cuando no sea una sierra.

### Videojuegos
- Martin "Mad Dog" Hawkins es mencionado en Batman: Arkham Asylum. Batman encuentra varias tabletas llamadas "Crónicas de Arkham", que narran la historia del Asilo (narrada por el "espíritu" de su fundador Amadeus Arkham) y de cómo su esposa y su hijo fueron asesinados por Martin "Mad Dog" Hawkins. Además, una banca (dedicada a la familia de Amadeus) en los pasillos inundados de los Jardines Botánicos tiene el nombre de Mad Dog grabado sobre la placa de inscripción, y es la respuesta a uno de los acertijos del Acertijo. La estatua conmemorativa de la esposa de Amadeus con vistas a la banca ha sido vandalizada, con su cabeza por los pies - un homenaje retorcido al asesinato de la pequeña hija de Amadeus por Mad Dog. Las Crónicas de Arkham describen un incidente cuando Mad Dog, a punto de ser liberado al público una vez más, utiliza el bolígrafo que se le da para firmar su liberación para matar a la secretaria de Amadeus, después de lo cual es golpeado por los guardias. Amadeus después afirma que murió en un "accidente" (exactamente lo que pasó nunca queda claro), que es el relato público de su muerte.